# Lucía Carreras
Lucía Carreras (Ciutat de Mèxic, Mèxic, 1973) és una directora de cinema mexicana. Carreras va néixer a Ciutat de Mèxic, però de petita es va traslladar a Guadalajara. Va estudiar Ciències de la Comunicació a l'ITESO de Guadalajara, a més d'un mestratge en guió a la Universitat Intercontinental (UIC) de Ciutat de Mèxic. Compta, a més, amb estudis de gènere, direcció d'actors i muntatge. La seva opera prima «Nos vemos, papá» (Fins aviat, pare), llargmetratge estrenat l'any 2012, va tenir bona acollida per part de la crítica i va exhibir-se en diversos festivals de Mèxic. També va participar com coguionista en la pel·lícula Any de traspàs de Michael Rowe. Aquesta obra va guanyar una Càmera d'Or a la millor opera prima al Festival de Cannes.

## Filmografia
Com a guionista
- Año bisiesto (2010, com a guionista)
- La jaula de oro (2013, com a guionista, Premi Ariel per Millor Guió Original, 2014)

Com a directora
- Nos vemos papá (2012)
- La casa más grande del mundo (2015)
- Tamara i la Catarina (2016)
- [3]